# Lubow Szaszkowa
Lubow Władimirowna Szaszkowa, ros. Любовь Владимировна Шашкова (używała też nazwisk Sokołowa i Kılıç; ur. 4 grudnia 1977 roku w Moskwie) – jedna z najlepszych rosyjskich siatkarek, występująca na pozycji przyjmującej. W kadrze narodowej występowała w latach 1996–2012. Dwukrotna wicemistrzyni olimpijska (Sydney 2000, Ateny 2004). Dwukrotna mistrzyni świata (2006, 2010).
Pod koniec grudnia 2017 roku ponownie została zawodniczką drużyny Dinamo Krasnodar.
Szaszkowa została odznaczona tytułem Zasłużonego Mistrza Sportu, a także Orderem „Za zasługi dla Ojczyzny” II klasy 19 kwietnia 2001 r.

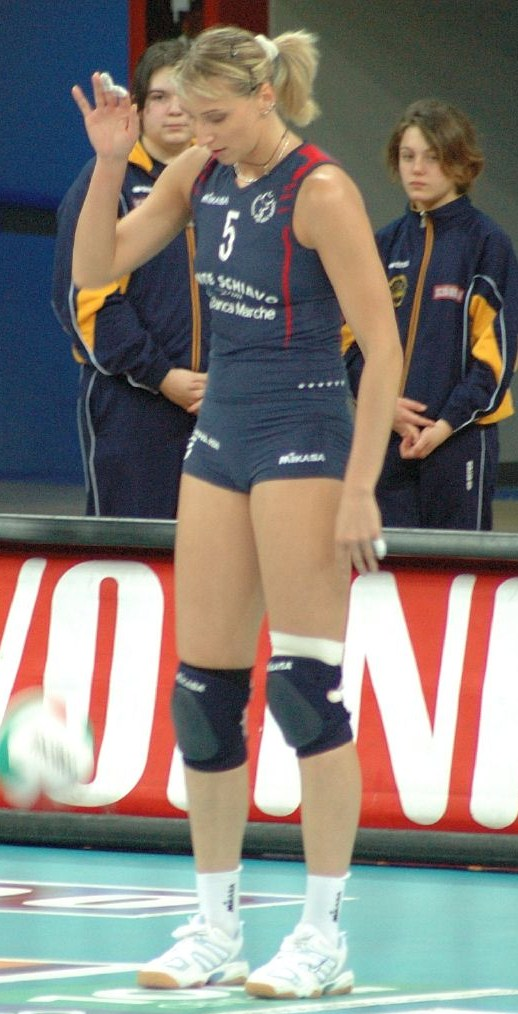
Lubow Szaszkowa

## Życie prywatne
Jej mężem jest Aytaç Kılıç turecki siatkarz. Mają syna Daniłę.
Szaszkowa posiada rosyjskie i tureckie obywatelstwo.

## Sukcesy klubowe
Mistrzostwo Rosji:
- 2000, 2008
- 1994, 1995, 2009
- 1993, 2016

Puchar Europy Mistrzyń Krajowych:
- 2000

Puchar Turcji:
- 2001

Mistrzostwo Turcji:
- 2001, 2011
- 2012, 2013

Liga Mistrzyń:
- 2005, 2012
- 2008
- 2003, 2011

Puchar CEV:
- 2004, 2015, 2016

Mistrzostwo Włoch:
- 2004
- 2005, 2006

Superpuchar Włoch:
- 2004

Superpuchar Hiszpanii:
- 2006

Puchar Królowej (Puchar Hiszpanii):
- 2007

Puchar Top Teams:
- 2007

Mistrzostwo Hiszpanii:
- 2007

Puchar Rosji:
- 2007, 2014, 2015

Superpuchar Turcji:
- 2010, 2012

Klubowe Mistrzostwa Świata:
- 2010
- 2015

## Sukcesy reprezentacyjne
Grand Prix:
- 1999
- 1998, 2006
- 1996, 2000, 2001

Puchar Wielkich Mistrzyń:
- 1997

Volley Masters Montreux:
- 2000, 2001
- 1998

Mistrzostwa Świata:
- 2006, 2010
- 1998

Mistrzostwa Europy:
- 1999, 2001
- 2007

Puchar Świata:
- 1999

Igrzyska Olimpijskie:
- 2000, 2004

## Nagrody indywidualne
- 1998: Najlepsza punktująca Volley Masters Montreux
- 1998: Najlepsza punktująca Grand Prix
- 1999: Najlepsza atakująca Volley Masters Montreux
- 1999: Najlepsza serwująca Grand Prix
- 1999: Najlepsza serwująca i przyjmująca Pucharu Świata
- 2000: Najlepsza przyjmująca Volley Masters Montreux
- 2000: MVP i najlepsza punktująca Grand Prix
- 2001: Najlepsza serwująca i przyjmująca Mistrzostw Europy
- 2004: MVP i najlepsza serwująca turnieju finałowego Pucharu CEV
- 2004: MVP włoskiej Serie A w sezonie 2003/2004
- 2005: MVP i najlepsza atakująca Final Four Ligi Mistrzyń
- 2006: Najlepsza siatkarka Europy uznana przez CEV
- 2006: MVP Superpucharu Hiszpanii
- 2007: MVP Pucharu Królowej
- 2007: MVP i najlepsza serwująca turnieju finałowego Pucharu Top Teams
- 2007: Najlepsza przyjmująca Mistrzostw Europy
- 2008: MVP sezonu 2007/2008 rosyjskiej Superligi
- 2011: MVP finału ligi tureckiej
- 2013: Najlepsza serwująca i atakująca Pucharu Rosji
- 2016: Najlepsza blokująca Pucharu CEV

## Odznaczenia
- tytuł Zasłużonego Mistrza Sportu.
- Order „Za zasługi dla Ojczyzny” II klasy (19 kwietnia 2001)

## Wyróżnienia
- Laureatka nagrody im. Ludmiły Bułdakowej w sezonie 2007/08